# Hastrungsfeld
Hastrungsfeld is een plaats in de Duitse gemeente Hörselberg-Hainich in  Thüringen. De gemeente maakt deel uit van het Wartburgkreis.  Het dorp wordt voor het eerst genoemd in een oorkonde uit 1143. In 1957 werd Hastrungsfeld samengevoegd met Burla en maakt sinds 2007 deel uit van Hörselberg-Hainich.